# Генрі Вілсон
Ге́нрі Ві́лсон (англ. Henry Wilson; 16 лютого 1812 — 22 листопада 1875) — американський політик, віце-президент США у 1873–1875, член Республіканської партії.

## Біографія
Генрі Вілсон народився під ім'ям Джеремайя Джонс Колбат (англ. Jeremiah Jones Colbath), але у 1833 році змінив ім'я на Генрі Вілсон, переїхав з Фармінгтона до Нейтіка (Массачусетс) і зайнявся шевським ремеслом. Завершивши там свою освіту, він у 1841–1852 роках був депутатом легіслатури Массачусетса, а у 1848–1851 роках — володів і редагував газету «англ. Boston Republican». У 1852 році Вілсон безуспішно балотувався до Конгресу, а у 1853 році — у губернатори Массачусетса. У 1855 році він був обраний по заміщенню до Сенату від коаліції Демократичної партії, Американської партії нічого-не-знаю і Партії вільної землі, а у 1859, 1865 і 1871 роках переобирався як республіканець, виступаючи як активний критик рабовласництва, був головою Комітету з військових справ, а під час Громадянської війни сформував і очолив 28-й полк Массачусетської добровільної піхоти.
У 1872 році президент Улісс Грант вибрав Вілсона своїм напарником на президентських виборах замість неоднозначної кандидатури діючого віце-президента Шайлера Колфакса. Грант був переобраний на посаду, але перемога Вілсона була затьмарена скандалом, що вибухнув з хабарами, імовірно що брали у компанії Кредит Мобіліер багатьма конгресменами та сенаторами, в тому числі і Вілсоном. Сенатське розслідування виправдало Вілсона, але його репутація була підмочена. Незабаром він переніс удар і був паралізований, а через два роки помер від другого удару.
Вілсон також був автором кількох книг, у тому числі: «Історія антирабовласницьких заходів у 37-му і 38-му Конгресах, 1861–1864» (1864), «Історія заходів з реконструкції у 39-му і 40-му конгресах, 1865–1868» (1868), «Історія піднесення і занепаду рабовласництва у США» (три томи, 1872–1877, його головна праця).